# Bibliografia de Jack Kirby
Jack Kirby foi um prolífico criador de histórias em quadrinhos americanas, sendo mais notável por suas criações para Marvel Comics e DC Comics.

## Revistas em quadrinhos
Fontes:

### DC Comics
- Adventure Comics (Sandman) #72–97, 100–102 (1942–46); (Caçador): #73–80 (1942–43); (Arqueiro Verde) #250–256 (1957)
- All Star Comics #14–17, 19 (Sandman) (1942–43)[3]
- All-Star Western #99 (1958)
- The Amazing World of DC Comics #1 (1974) (material projetado para In the Days of the Mob #2)
- Boy Commandos #1–6, 15, 17, 19, 21, 23–24, 29–33 (1942–43; 1946–49)
- Cancelled Comic Cavalcade (Sandman) #2 (1978)
- Challengers of the Unknown #1–8 (1958–59)
- DC Comics Presents #84 (Superman e os Desafiadores do Desconhecido) (1985)
- DC Graphic Novel #4 ("The Hunger Dogs" [“Os Cães de Guerra”]) (1985)
- Demon #1–16 (1972–74)
- Detective Comics (Comando Juvenil) #64–83, 85, 128, 134, 136–137, 150 (1942–44, 1947–48)
- 1st Issue Special #1 (Atlas), #5 (Caçador), #6 (Dingbats of Danger Street) (1975)
- Forbidden Tales of Dark Mansion #6 (1972) (material projetado para Spirit World #2)
- Forever People #1–11 (1971–72)
- Heroes Against Hunger #1 (somente duas páginas) (1986)
- House of Mystery #61, 63, 65–66, 70, 72, 76, 78–79, 84–85 (1957–59)
- House of Secrets #3–4, 8, 11–12 (1957–58)
- In the Days of the Mob #1 (1971)
- Justice, Inc. #2–4 (1975)
- Kamandi: The Last Boy on Earth #1–40 (1972–76)
- Kobra #1 (1976)
- Mister Miracle #1–18 (1971–74)
- My Greatest Adventure #15–18, 20–21, 28 (1957–59)
- New Gods #1–11 (1971–72)
- O.M.A.C. #1–8 (1974–75)
- Our Fighting Forces (The Losers ["Os Perdedores"]) #151–162 (1974–75)
- Real Fact Comics #1–2, 9 (1946–47)
- Richard Dragon, Kung Fu Fighter #3 (1975)
- Sandman #1, 4–6 (1974–76)
- Spirit World #1 (1971)
- Star-Spangled Comics (Newsboy Legion) #7–30, 53–56, 58–59 (1942–46)
- Superman's Pal Jimmy Olsen #133–139, 141–148 (1970–72)
- Super Powers #5 (1984)
- Super Powers vol. 2 #1–6 (1985–86)
- Tales of the Unexpected #12–13. 15–18, 21–24 (1957–58)
- Weird Mystery Tales #1–3 (1972) (material projetado para Spirit World #2)
- Who's Who: The Definitive Directory of the DC Universe #2–6, 8–18, 20, 22 (1985–86)
- World's Finest Comics (Sandman) #6–7, (1942); (Comando Juvenil) #8–11,13,14 (1942–43); (Arqueiro Verde) #96–99, (1957)

### Marvel Comics
- All Winners Comics #1–2 (Timely, 1941)
- Amazing Adventures #1–6 (1961)
- Amazing Adventures vol. 2 #1–4 (Inumanos) (1970–71)
- Astonishing Tales #1–2 (Ka-Zar) (1970)
- Avengers #1–8 (todos os desenhos), #14–17 (layouts somente, desenhos por Don Heck) (1963–65)
- Black Panther #1–12 (1977–78)
- Captain America Comics #1–10 (Timely, 1941–42)
- Captain America #100–109, 112 (1968–69); #193–214, Annual #3–4 (1976–77)
- Chamber of Darkness #4–5 (1970)
- Daring Mystery Comics #6 (Timely, 1940)
- Devil Dinosaur #1–9 (1978)
- Eternals #1–19, Annual #1 (1976–78)
- Fantastic Four #1–102, 108, Annual #1–6 (1961–71)
- The Incredible Hulk #1–5 (1962–63)
- Journey into Mystery #51–52, 54–82 (1959–62); (Thor): #83–89, 93, 97–125, Annual #1 (1962–66)
- Machine Man #1–9 (1978)
- Marvel Mystery Comics #13–15, 17, 19–28 (Timely, 1940–42)
- Marvel Treasury Special Featuring Captain America's Bicentennial Battles (1976)
- Not Brand Echh #1, 3, 5–7 (1967–68)
- Red Raven Comics #1 (Timely, 1940)
- Sgt. Fury and his Howling Commandos #1–7, 13 (1963–64)
- Silver Surfer #18 (1970)
- Silver Surfer: The Ultimate Cosmic Experience (1978) (Marvel Fireside Books/Simon & Schuster)
- Strange Tales #67–70, 72–100 (1959–62); (Tocha Humana): #101–105, 108–109, 114, 120, Annual #2 (1962–64); (Nick Fury): #135, 141–142 (todos os desenhos), 136–140, 143–153 (somente os layouts, desenhos por John Severin, Jim Steranko e outros) (1965–67)
- Strange Worlds #3 (1959)
- Tales of Suspense #2–4, 7–35 (1959–62); (Homem de Ferro): #41, 43 (1963); (Capitão América): #59–68, 78–86, 92–99 (todos os desenhos), #69–75, 77 (somente os layouts) (1964–1968)
- Tales to Astonish #1, 5–34; (Homem-Formiga): #35–40, 44, 49–51 (1962–64); (O Incrível Hulk): #68–72 (todos os desenhos), #73–84 (somente os layouts, desenhos por Bill Everett e outros) (1965–66)
- Thor #126–177, 179, Annual #2 (1966–70)
- 2001: A Space Odyssey #1–10 (1976–77)
- 2001: A Space Odyssey treasury especial (1976)
- What If #11 (Quarteto Fantástico) (1978)
- World of Fantasy #16, 18 (1959)
- X-Men #1–11 (todos os desenhos), #12–17 (somente os layouts, desenhos por Alex Toth e Werner Roth) (1963–65)
- Young Allies Comics #1 (Timely, 1941)

### Outras editoras
- All-New Comics #13 (1946) (Harvey Comics)
- Airboy Comics vol. 4 #5–11 (1947) (Hillman Comics)
- Black Cat] #6–8 (1947) (Harvey Comics)
- Boy Explorers #1–2 (1946) (Harvey Comics)
- Boys' Ranch #1, 3–6 (1950–51) (Harvey Comics)
- Blue Bolt Comics #2–6, 8–10 (1940–41) (Novelty Press)
- Captain Marvel Adventures #1 (1941) (Fawcett Comics)
- Captain Victory and the Galactic Rangers #1–13 (Pacific Comics, 1981–84)
- Clue Comics #13, vol. 2 #1–3 (1947) (Hillman Comics)
- Champion Comics #10 (1940) (Harvey Comics)
- Charlie Chan #2 (1948) (Prize Comics)
- Crash Comics Adventures #1–3 (1940) (Holyoke Publishing)
- Destroyer Duck #1–5 (com Steve Gerber, Eclipse Comics, 1982–83)
- Famous Funnies #63, 84 (1939) (Eastern Color)
- Frankenstein Comics #7 (1947) (Prize Comics)
- Green Hornet Fights Crime #37–39 (1947–58) (Harvey Comics)
- Headline Comics #24–26, 30 (1947) (Prize Comics)
- Jumbo Comics #1–3 (1938) (Fiction House)
- Justice Traps the Guilty, vol. 2, #1, 4–7 (1948) (Prize Comics)
- My Date Comics #2 (1947) (Hillman Comics)
- Mystery Men Comics #10 (1940) (Fox Comics)
- Prize Comics #7, 9 (1940–41) (Prize Comics)
- Prize Comics vol. 6 #3 (1947) (Prize Comics)
- Real Clue Crime Stories vol. 2 #4–6 (1947) (Hillman Comics)
- Satan's Six (oito páginas, Topps Comics, 1993)
- Science Comics #4 (1940) (Fox Comics)
- Silver Star, minissérie em seis edições, Pacific Comics (1983–84)
- Stuntman #1–3 (1946) (Harvey Comics)
- Treasure Comics #10 (1946–47)
- Turtle Soup #4 (Mirage Studios)
- Young Romance #1–2, 4, 6, 8–13, 15–17, 19, 21–22, 24 (1947–50) (Prize Comics)
- Western Love #1, 5 (1949–50) (Prize Comics)
- Wow Comics #1 (1940–41) (Fawcett Comics)
- Young Love #13 (1950) (Prize Comics)

### Encadernados

#### DC Comics
- The Boy Commandos by Joe Simon and Jack Kirby Vol. 1 reunindo histórias da Detective Comics #64–73; World's Finest Comics #8–9; e Boy Commandos #1–2; 256 páginas, novembro de 2010, ISBN 978-1401229214[4]
- The Boy Commandos by Joe Simon and Jack Kirby Vol. 2 reunindo histórias da Detective Comics #74–85; World's Finest Comics #10-13; e Boy Commandos #3-5; 304 páginas, dezembro de 2015, ISBN 978-1401258177[5]
- Challengers of the Unknown Archives
  - Volume 1 reunindo Showcase #6–7, 11–12 e Challengers of the Unknown #1–2, 168 páginas, agosto de 2003, ISBN 978-1563899973[6]
  - Volume 2 reunindo Challengers of the Unknown #3–8, 168 páginas, novembro de 2004, ISBN 978-1401201531[7]
- Challengers of the Unknown by Jack Kirby reunindo Showcase #6–7, 11–12 e Challengers of the Unknown #1–8, 320 páginas, junho de 2012, ISBN 978-1401234744
- In the Days of the Mob reunindo In the Days of the Mob #1, 108 páginas, agosto de 2013, ISBN 978-1401240790[8]
- Jack Kirby's The Demon, reunindo The Demon #1–16, 384 páginas, novembro de 2008, ISBN 978-1401219161[9]
- Jack Kirby's The Forever People reunindo The Forever People #1–11, 288 páginas, outubro de 1999, ISBN 978-1563895104[10]
- Jack Kirby's Mister Miracle: Super Escape Artist reunindo Mr Miracle #1–10, 256 páginas, setembro de 1998, ISBN 978-1563894572[11]
- Jack Kirby's Fourth World: Featuring Mister Miracle reunindo Mr Miracle #11–18, 187 páginas, julho de 2001, ISBN 978-1563897238
- Jack Kirby's Fourth World Omnibus
  - Volume 1 reunindo Forever People #1–3, Mister Miracle #1–3, The New Gods #1–3, Superman's Pal Jimmy Olsen #133–139, 396 páginas, maio de 2007, ISBN 978-1401213442 (capa dura);[12] dezembro de 2011, ISBN 978-1401232412 (brochura)[13]
  - Volume 2 reunindo Forever People #4–6, Mister Miracle #4–6, The New Gods #4–6, Superman's Pal Jimmy Olsen #141–145, 396 páginas, agosto de 2007, ISBN 978-1401213572 (capa dura);[14] abril de 2012, ISBN 978-1401234409 (brochura)[15]
  - Volume 3 reunindo Forever People #7–10, Mister Miracle #7–9, The New Gods #7–10, Superman's Pal Jimmy Olsen #146–148, 396 páginas, novembro de 2007, ISBN 978-1401214852 (capa dura);[16] agosto de 2012, ISBN 978-1401235352 (brochura)[17]
  - Volume 4 reunindo Forever People #11; Mister Miracle #10–18; The New Gods #11; "Even Gods Must Die" da The New Gods vol. 2, #6; DC Graphic Novel #4: "The Hunger Dogs"; "On the Road to Armagetto!" (não publicado anteriormente), 424 páginas, março de 2008, ISBN 978-1401215835 (capa dura);[18] dezembro de 2012, ISBN 978-1401237462 (brochura)[19]
- Jack Kirby's New Gods, reunindo The New Gods #1–11; 304 páginas, dezembro de 1997, ISBN 978-1563893858[20]
- Jack Kirby's O.M.A.C.: One Man Army Corps, reunindo O.M.A.C. #1–8, 200 páginas, junho de 2008, ISBN 978-1401217907 (capa dura); setembro de 2013, ISBN 978-1401240424 (brochura)[21]
- Jack Kirby Omnibus
  - Volume 1 reunindo histórias do Arqueiro Verde da Adventure Comics #250–256 e World's Finest Comics #96–99 mais as histórias da All-Star Western #99; House of Mystery #61, 63, 65–66, 70, 72, 76, 78–79, 84–85; House of Secrets #3–4, 8, 11–12; My Greatest Adventure #15–18, 20–21, 28; Real Fact Comics #1–2, 9; e Tales of the Unexpected #12–13. 15–18, 21–24; 304 páginas, agosto de 2011, ISBN 978-1401231071
  - Volume 2 reunindo The Best of DC #22; Black Magic #1–9; DC Comics Presents #84; 1st Issue Special #1, 5–6; Kobra #1; Richard Dragon, Kung Fu Fighter #3; The Sandman #1, 4–6; Super Powers #1–5; e Super Powers vol. 2 #1–6; 624 páginas, maio de 2013, ISBN 978-1401238339
- Jimmy Olsen: Adventures by Jack Kirby
  - Volume 1 reunindo Superman's Pal Jimmy Olsen #133–141, 183 páginas, julho de 2003, ISBN 9781563899843[22]
  - Volume 2 reunindo Superman's Pal Jimmy Olsen #142–150, 192 páginas, outubro de 2004, ISBN 9781401202590[23]
- Kamandi Archives
  - Volume 1 reunindo Kamandi: The Last Boy on Earth #1–10; 224 páginas, outubro de 2005, ISBN 978-1401204143[24]
  - Volume 2 reunindo Kamandi: The Last Boy on Earth #11–20; 228 páginas, fevereiro de 2007, ISBN 978-1401212087
- Kamandi by Jack Kirby
  - Volume 1 reunindo Kamandi: The Last Boy on Earth #1–20, 448 páginas, setembro de 2011, ISBN 9781401232337[25]
  - Volume 2 reunindo Kamandi: The Last Boy on Earth #21–40, 424 páginas, dezembro de 2012, ISBN 978-1401236724[26]
- The Losers by Jack Kirby reunindo Our Fighting Forces #151–162, 240 páginas, março de 2009, ISBN 978-1401221652[27]
- The Newsboy Legion by Joe Simon and Jack Kirby Volume 1 reunindo Star Spangled Comics #7–32, 360 páginas, março de 2010, ISBN 978-1401225933[28]
- Sandman by Joe Simon and Jack Kirby reunindo World's Finest Comics #6–7; Adventure Comics #72–102; e Sandman #1; 304 páginas, agosto de 2009, ISBN 978-1401222994[29]
- Showcase Presents Challengers of the Unknown Volume 1 reunindo Showcase #6–7, 11–12, e Challengers of the Unknown #1–17, 544 páginas, setembro de 2006, ISBN 978-1401210878[30]
- Showcase Presents Green Arrow Volume 1 reunindo histórias do Arqueiro Verde da Adventure Comics #250–256 e World's Finest Comics #96–99; 528 páginas, janeiro de 2006, ISBN 978-1401207854[31]
- Spirit World reunindo o trabalho idealizado para a Spirit World #1 e 2, 108 páginas, maio de 2012, ISBN 978-1401234188

#### Marvel Comics
- Marvel Masterworks:
  - Avengers
    - Volume 1 reunindo The Avengers #1–8, 216 páginas, setembro de 1988, ISBN 978-0785108832
    - Volume 2 reunindo The Avengers  #14–17, 224 páginas, setembro de 1989, ISBN 978-0785111788

  - Captain America
    - Volume 1 reunindo Tales of Suspense #59–68, 77–81, 272 páginas, outubro de 1990, ISBN 978-0785111764
    - Volume 2 reunindo Tales of Suspense #82–86, 92–99 e Captain America #100, 240 páginas, junho de 2005, ISBN 978-0785117858
    - Volume 3 reunindo Captain America #101–109 e 112, 288 páginas, julho de 2006, ISBN 978-0785120636

  - Fantastic Four
    - Volume 1 reunindo Fantastic Four #1–10, 256 páginas, novembro de 1987, ISBN 978-0785111818
    - Volume 2 reunindo Fantastic Four #11–20 e Fantastic Four Annual #1, 295 páginas, outubro de 1988, ISBN 978-0785109808
    - Volume 3 reunindo Fantastic Four #21–30, 234 páginas, setembro de 1990, ISBN 978-0785111825
    - Volume 4 reunindo Fantastic Four #31–40 e Fantastic Four Annual #2, 264 páginas, novembro de 1992, ISBN 978-0785111832
    - Volume 5 reunindo Fantastic Four #41–50 e Fantastic Four Annual #3, 240 páginas, outubro de 1993, ISBN 978-0785111849
    - Volume 6 reunindo Fantastic Four #51–60 e Fantastic Four Annual #4, 240 páginas, outubro de 2000, ISBN 978-0785112662
    - Volume 7 reunindo Fantastic Four #61–71 e Fantastic Four Annual #5, 304 páginas, agosto de 2004, ISBN 978-0785115847
    - Volume 8 reunindo Fantastic Four #72–81 e Fantastic Four Annual #6, 272 páginas, março de 2005, ISBN 978-0785116943
    - Volume 9 reunindo Fantastic Four #82–93, 272 páginas, novembro de 2005, ISBN 978-0785118466
    - Volume 10 reunindo Fantastic Four #94–102, 272 páginas, maio de 2006, ISBN 978-0785120612

  - Golden Age Captain America
    - Volume 1 reunindo #1–4, 264 páginas, março de 2005, ISBN 0-7851-1619-2
    - Volume 2 reunindo #5–8, 280 páginas, julho de 2008, ISBN 978-0785122296
    - Volume 3 reunindo #9–10, 280 páginas, janeiro de 2009, ISBN 0-7851-2878-6

  - Human Torch
    - Volume 1 reunindo Strange Tales #101–105, 108–109, 114 e Strange Tales Annual #2, 272 páginas, setembro de 2006, ISBN 978-0785120704
    - Volume 2 reunindo Strange Tales #120, 256 páginas, abril de 2009, ISBN 978-0785135050

  - The Incredible Hulk
    - Volume 1 reunindo The Incredible Hulk #1–5, 150 páginas, setembro de 1989, ISBN 978-0785111856
    - Volume 2 reunindo Tales to Astonish #68–79, 266 páginas, dezembro de 2004, ISBN 978-0785116547
    - Volume 3 reunindo Tales to Astonish #80–84, 288 páginas, janeiro de 2006, ISBN 978-0785120322

  - Iron Man Volume 1 reunindo Tales of Suspense  #41 e 43, 197 páginas, setembro de 1992, ISBN 978-0785111863
  - Nick Fury, Agent of S.H.I.E.L.D. Volume 1 reunindo Strange Tales #135–153, 288 páginas, setembro de 2007, ISBN 978-0785126867
  - Sgt. Fury and his Howling Commandos Volume 1 reunindo Sgt. Fury and his Howling Commandos #1–7 e 13, 320 páginas, fevereiro de 2006, ISBN 978-0785120391
  - Tales of Suspense Volume 1 reunindo Tales of Suspense #2–4 e 7–10, 272 páginas, outubro de 2006, ISBN 978-0785123538
  - Tales to Astonish
    - Volume 1 reunindo Tales to Astonish #1 e 5–10, 272 páginas, janeiro de 2006, ISBN 978-0785118893
    - Volume 2 reunindo Tales to Astonish #11–20, 272 páginas, março de 2008, ISBN 978-0785129134
    - Volume 3 reunindo Tales to Astonish #21–30, 272 páginas, março de 2010, ISBN 978-0785141969
    - Volume 4 reunindo Tales to Astonish #31–34, 304 páginas, janeiro de 2012, ISBN 978-0785158813

  - Thor
    - Volume 1 reunindo Journey Into Mystery #83–89, 93, 97–100, 280 páginas, outubro de 1991, ISBN 978-0785112679
    - Volume 2 reunindo Journey Into Mystery #101–110, 224 páginas, janeiro de 1994, ISBN 978-0785111917
    - Volume 3 reunindo Journey Into Mystery #111–120 e Journey Into Mystery Annual #1, 256 páginas, novembro de 2001, ISBN 978-0785112686
    - Volume 4 reunindo Journey Into Mystery #121–125 e Thor #126–130, 240 páginas, novembro de 2005, ISBN 978-0785118800
    - Volume 5 reunindo Thor #131–140 e Thor Annual #2, 256 páginas, novembro de 2006, ISBN 978-0785120766
    - Volume 6 reunindo Thor #141–151, 224 páginas, julho de 2007, ISBN 978-0785126904
    - Volume 7 reunindo Thor #152–162, 224 páginas, maio de 2008, ISBN 978-0785129240
    - Volume 8 reunindo Thor #163–172, 224 páginas, fevereiro de 2009, ISBN 978-0785134978
    - Volume 9 reunindo Thor #173–177 e 179, 240 páginas, outubro de 2010, ISBN 978-0785142201

  - X-Men
    - Volume 1 reunindo X-Men #1–10, 240 páginas, novembro de 1987, ISBN 978-0785108450
    - Volume 2 reunindo X-Men #11–17, 240 páginas, novembro de 1988, ISBN 978-0785109839
- Marvel Omnibus:
  - Captain America Volume 1 reunindo Tales of Suspense #59–99 e Captain America #100–109, 112, 856 páginas, maio de 2011, ISBN 978-0785150787
  - Captain America by Jack Kirby reunindo Captain America #193–214, Captain America Annual #3–4; e Marvel Treasury Special Featuring Captain America's Bicentennial Battles, 568 páginas, março de 2011, ISBN 978-0785149606
  - The Eternals Omnibus reunindo The Eternals #1–19 e The Eternals Annual #1, 392 páginas, julho de 2006, ISBN 978-0785122050
  - The Fantastic Four Omnibus
    - Volume 1 reunindo Fantastic Four #1-30 e Fantastic Four Annual #1, 848 páginas, outubro de 2013, ISBN 978-0785185666
    - Volume 2 reunindo Fantastic Four #31-60 e Fantastic Four Annual #2-4, 832 páginas, dezembro de 2013, ISBN 978-0785185673

  - The Incredible Hulk Omnibus Volume 1 reunindo The Incredible Hulk #1-5 e Tales to Astonish #68-84, 752 páginas, junho de 2008, ISBN 978-0785130567
  - The Mighty Thor Omnibus Volume 1 reunindo Journey Into Mystery #83-89, 93, 97-120 e Journey Into Mystery Annual #1, 768 páginas, janeiro de 2011, ISBN 978-0785149736
  - The X-Men Omnibus Volume 1 reunindo X-Men #1-17, 768 páginas, abril de 2009, ISBN 978-0785129585
- Essential Captain America
  - Volume 1 reunindo Captain America #100-102, 520 páginas, março de 2000, ISBN 978-0785107408
  - Volume 2 reunindo Captain America #103-109, 112 512 páginas, janeiro de 2002, ISBN 978-0785108276
- Captain America: Madbomb reunindo Captain America #193-200, 152 páginas, agosto de 2004, ISBN 0-7851-1557-9
- Captain America: Bicentennial Battles reunindo Captain America #201-205 e Marvel Treasury Special Featuring Captain America's Bicentennial Battles, 176 páginas, junho de 2005, ISBN 0-7851-1726-1
- Captain America: The Swine reunindo Captain America #206-214, Captain America Annual #3 e Captain America Annual #4, 240 páginas, dezembro de 2006, ISBN 0-7851-2078-5
- Black Panther
  - Volume 1 reunindo Black Panther #1-7, 136 páginas, fevereiro de 2005, ISBN 978-0785116875
  - Volume 2 reunindo Black Panther #8-12, 112 páginas, agosto de 2006, ISBN 978-0785120698
- Eternals Volume 1 reunindo The Eternals #1-11, 208 páginas, junho de 2008, ISBN 978-0785133131
- Marvel Visionaries: Jack Kirby:
  - Volume 1 reunindo "Mercury in the 20th Century" ["Mercúrio no século XX"] da Red Raven Comics #1, "The Vision" ["O Visão"] da Marvel Mystery Comics #13, "Meet Captain America" ["Conheça o Capitão América"] da Captain America Comics #1, "UFO the Lightning Man" da Yellow Claw #3, "I Defied Pildorr, the Plunderer da Outer Space!" da Strange Tales #94, "I am the Amazing Dr. Droom!" da Amazing Adventures #1, "Beware the Rawhide Kid!" da Rawhide Kid #17, "The Origin of the Hulk" ["A origem do incrível Hulk!"] da Hulk #3, "Spidey Tackles the Torch" da Amazing Spider-Man #8, "Captain America Joins the Avengers!" ["Capitão América entra para... os Vingadores!"] da Avengers #4, "The Fangs of the Fox" da Sgt. Fury #6, "The Coming of Galactus" da Fantastic Four #48-50; "This Man. This Monster" ["Esse homem… esse monstro!"] da Fantastic Four #51, "The People Breeders" da Thor #134-135, "To Become an Immortal" da Thor #136, "This is a Plot?" da Fantastic Four Annual #5, "The Inhumans!" ["Os Inumanos!"] da Amazing Adventures vol. 2 #1-2, "America Will Die!" da Captain America #200, "The Fourth Host" ["A quarta expedição"] da Eternals #7 e "What If the Original Marvel Bullpen Was the Fantastic Four?" da What If? #11, 344 páginas, novembro de 2004, ISBN 0-7851-1574-9
  - Volume 2 reunindo Captain America Comics #1, Marvel Mystery Comics #23, Yellow Claw #4, Strange Tales #89, 114, Two-Gun Kid #60, Love Romances #103, X-Men #9; Tales of Suspense #59, Sgt. Fury #13, Fantastic Four #57-60, Not Brand Ecch #1, Thor #154-157, Devil Dinosaur #1, 344 páginas, abril de 2006, ISBN 0-7851-2094-7

#### Titan Books
- Best of Simon and Kirby, 240 páginas, maio de 2009, ISBN 978-1845769314
- The Simon and Kirby Library: Crime, 320 páginas, novembro de 2011, ISBN 978-1848569607
- The Simon and Kirby Library: Horror, 320 páginas, março de 2014, ISBN 978-1848569591
- The Simon and Kirby Library: Science Fiction, 320 páginas, junho de 2013, ISBN 978-1848569614
- The Simon and Kirby Superheroes, 480 páginas, setembro de 2010, ISBN 978-1848563650

### Póstumos
Obra geralmente baseada em anotações e rascunhos/esboços não usados:
- Jack Kirby's Galactic Bounty Hunters (desenhos, Icon Comics, minissérie em 6 edições: julho de 2006 a novembro de 2007, encadernado: 256 páginas, capa dura, outubro de 2007, ISBN 0-7851-2628-7, capa mole, julho de 2008, ISBN 0-7851-2629-5)
- Fantastic Four: The Lost Adventure (com Stan Lee, uma história inédita elaborada para Fantastic Four #102, que foi reutilizada em parte na Fantastic Four #108 assim como reimpressa, Marvel Comics, abril de 2008)[32]

## Biblioteca
- Obras de ou sobre Jack Kirby (em inglês) nas bibliotecas do catálogo WorldCat
- Jack Kirby bibliography na Marvel Masterworks.com